# Metal Gear Solid Mobile
Metal Gear Solid Mobile (メタルギアソリッド モバイル, Metaru Gia Soriddo Mobairu, abreviado como MGSM) é um título da série Metal Gear que foi lançado para celular, tendo a sua produção primeiramente anunciada na festa de 20 anos da Kojima Productions. O jogo foi lançado mundialmente. A Konami oferece o jogo como um download pago ou pre-instalado em um celular marcado com Metal Gear. Ele traz Solid Snake em sua vestimenta de Metal Gear Solid 2: Sons of Liberty.
Em 14 de fevereiro de 2008, Metal Gear Solid Mobile ganhou os prêmios "Grand Prix" e "Operator's Choice" no evento de premiações International Mobile Gaming Awards de 2008.
A Nokia lançou Metal Gear Solid Mobile para a plataforma N-Gage. A nova versão traz o conteúdo original, arte e câmera em 3D e um sistema único de camuflagem, além de controles adicionais específicos para celulares do modelo N-Gage. Esta versão do jogo foi lançada em 11 de dezembro de 2008.

## História
A história se passa entre Metal Gear Solid e Metal Gear Solid 2: Sons of Liberty, após Revolver Ocelot ter vazado informações técnicas do Metal Gear REX ao mundo. Como medida contra isso, Solid Snake e Otacon criam a Philanthropy, uma organização anti-Metal Gear cujo objetivo é a completa erradicação de todos os Metal Gears do mundo. Otacon rapidamente recebe as primeiras informações sobre o desenvolvimento de um novo Metal Gear. A programadora de IA Dr. Victoria Reed concordou em revelar novos detalhes da produção do novo Metal Gear em troca de sua fuga, enquanto que mantida sob prisioneira para criá-lo.